# Liste der Stolpersteine in Bassenheim
Die Liste der Stolpersteine in Bassenheim enthält alle Stolpersteine, welche von Gunter Demnig in der rheinland-pfälzischen Gemeinde Bassenheim am 11. März 2017 verlegt wurden.
Sie sollen an die Opfer des Nationalsozialismus erinnern, die in Bassenheim ihren letzten bekannten Wohnsitz hatten, bevor sie deportiert, ermordet, vertrieben oder in den Suizid getrieben wurden.

## Liste der Stolpersteine
| Adresse                            | Verlegedatum  | Name | Inschrift | Bild                         |
| ---------------------------------- | ------------- | --- | --- | ---------------------------- |
| Mayener Straße 28 · Bassenheim ·   | 11. März 2017 | Isidor Haimann (1890–) wurde am 29. April 1890 in Bassenheim geboren. Am 22. März 1942 wurde er in das Ghetto Izbica deportiert und ermordet. | Hier wohnte Isidor Heimann Jg. 1890 deportiert 1942 Izbica ermordet                                                       | Stolperstein Isidor Haimann  |
| Mayener Straße 28 · Bassenheim ·   | 11. März 2017 | Klara Haimann (1893–) wurde am 6. Oktober 1893 in Bassenheim geboren. Am 22. März 1942 wurde sie in das Ghetto Izbica deportiert und ermordet. | Hier wohnte Klara Haimann Jg. 1893 deportiert 1942 Izbica ermordet                                                        | Stolperstein Klara Haimann   |
| Mayener Straße 28 · Bassenheim ·   | 11. März 2017 | Rosa Haimann (1898–) wurde am 20. Juni 1898 in Bassenheim geboren. Am 22. März 1942 wurde sie in das Ghetto Izbica deportiert und ermordet. | Hier wohnte Jg. 1898 deportiert 1942 Izbica ermordet                                                                      | Stolperstein Rosa Haimann    |
| Koblenzer Straße 46 · Bassenheim · | 11. März 2017 | Frieda Simon (1895–) wurde am 1. Mai 1895 in Lich geboren. Am 22. März 1942 wurde sie in das Ghetto Izbica deportiert und ermordet. | Hier wohnte Frieda Simon Jg. 1895 deportiert 1942 Izbica ermordet                                                         | Stolperstein Frieda Simon    |
| Koblenzer Straße 46 · Bassenheim · | 11. März 2017 | Manfred Simon (1920–) wurde am 9. Dezember 1920 in Bassenheim geboren. Am 22. März 1942 wurde er in das Ghetto Izbica deportiert und ermordet. | Hier wohnte Manfred Simon Jg. 1920 deportiert 1942 Izbica ermordet                                                        | Stolperstein Manfred Simon   |
| Koblenzer Straße 46 · Bassenheim · | 11. März 2017 | Norbert Simon (1927–) wurde am 7. Oktober 1927 in Bassenheim geboren. Am 22. März 1942 wurde er in das Ghetto Izbica deportiert und ermordet. | Hier wohnte Norbert Simon Jg. 1927 deportiert 1942 Izbica ermordet                                                        | Stolperstein Norbert Simon   |
| Koblenzer Straße 46 · Bassenheim · | 11. März 2017 | Siegfried Simon (1924–1945) wurde am 10. April 1924 in Bassenheim geboren. Am 22. März 1942 erfolgte seine Deportation in das Ghetto Izbica, am 2. April 1942 die Verlegung in das KZ Majdanek und am 3. Mai 1943 die nach Auschwitz, bis er am 25. Januar 1945 in das KZ Mauthausen kam. Das Lager wurde am 5. Mai 1945 befreit, Siegfried Simon starb am 16. Mai 1945. | Hier wohnte Siegfried Simon Jg. 1924 deportiert 1942 Izbica/Majdanek 1943 Auschwitz 1945 Mauthausen befreit Tot 16.5.1945 | Stolperstein Siegfried Simon |